# La Neuville-lès-Bray
La Neuville-lès-Bray (picardisch: L'Neuville-lès-Bray) ist eine nordfranzösische Gemeinde mit 260 Einwohnern (Stand 1. Januar 2022) im Département Somme in der Region Hauts-de-France. Die Gemeinde gehört zum Arrondissement Péronne und ist Teil der Communauté de communes du Pays du Coquelicot.

## Geographie
Die an der hier mäandrierenden und durch Teiche erweiterten Somme gelegene Gemeinde liegt unmittelbar südlich von Bray-sur-Somme am gegenüberliegenden (linken) Flussufer. Mit Bray ist sie durch zwei Brücken verbunden, über deren eine die Départementsstraße D329 verläuft. Die Bebauung folgt im Wesentlichen der Straße von Bray nach Montdidier. Zu La Neuville gehört der am Canal de la Somme, der hier die Flussschleife durchsticht, gelegene Weiler Froissy, der Ausgangspunkt der touristischen Kleinbahn P’tit Train touristique de la Haute Somme. Südlich von Froissy fällt der Hang des Mont Clairon steil in das Tal Vallée de l’Enfer ab.

## Geschichte
La Neuville bildete bis 1830 die Vorstadt von Bray-sur-Somme und erlangte in diesem Jahr ihre administrative Selbstständigkeit.
Die Gemeinde erhielt als Auszeichnung das Croix de guerre 1914–1918.

## Einwohner
| 1962 | 1968 | 1975 | 1982 | 1990 | 1999 | 2006 | 2018 |
| ---- | ---- | ---- | ---- | ---- | ---- | ---- | ---- |
| 186  | 175  | 201  | 214  | 215  | 260  | 272  | 263  |

## Sehenswürdigkeiten
- Kirche Saint-Martin
- Die touristische Kleinbahn P’tit Train touristique de la Haute Somme mit dem Musée des chemins de fer Militaires et Industriels

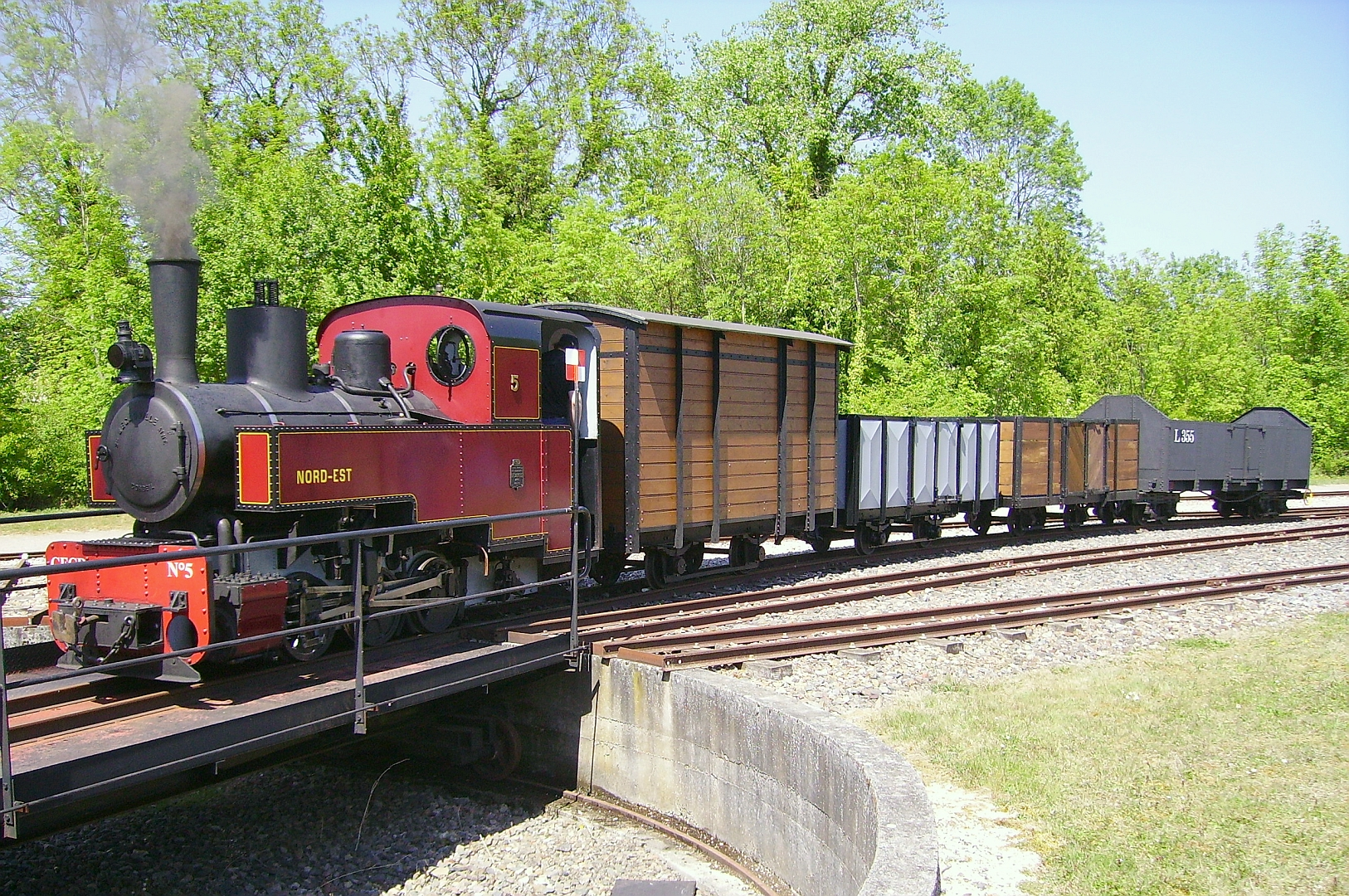
P’tit Train touristique de la Haute Somme